# マックス・シュトライブル

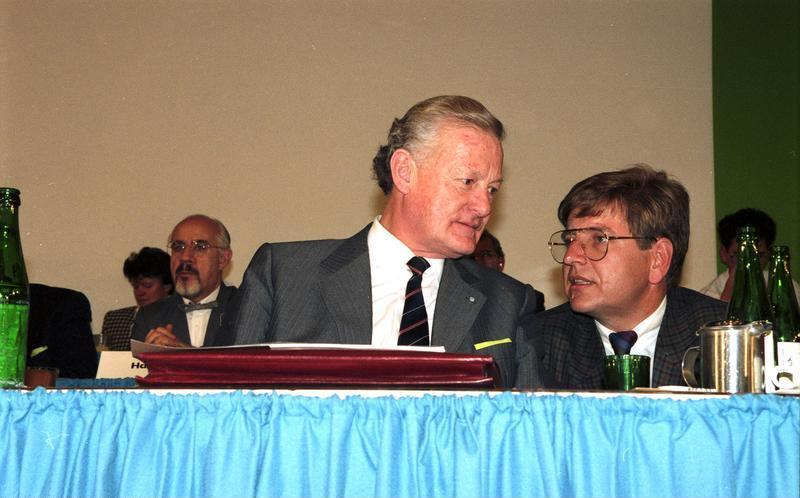
CSU党大会でのシュトライブル州首相（中央）（1989年）

マックス・バルタザール・シュトライブル（Max Balthasar Streibl、1932年1月6日 - 1998年12月11日）は、ドイツ（西ドイツ）の政治家。所属政党はキリスト教社会同盟。1988年から1993年までバイエルン州首相を務めたが、収賄疑獄により辞任した。

## 来歴

### 初期の経歴
ホテル経営者の息子としてバイエルン州オーバーアマガウで生まれる。エッタールのギムナジウムに通学後、ミュンヘン大学で法学と経済学を学び、1955年に国家公務員となる。ガルミッシュ＝パルテンキルヒェン郡庁や連邦参議院に勤務した。1960年に試補としてオーバーバイエルン政府に入り、1961年からはバイエルン州首相府に勤務した。
1957年にキリスト教社会同盟（CSU）に入党し、オーバーバイエルンに党の青年団組織ユンゲ・ウニオン（Junge Union）支部を設立した。1961年から1967年までユンゲ・ウニオン州代表を務め、1962年にバイエルン州議会に初当選し、1994年まで連続当選を果たした。1967年から1971年までCSU事務局長を務める。1970年、CSUオーバーバイエルン地区代表に就任（1994年まで）。

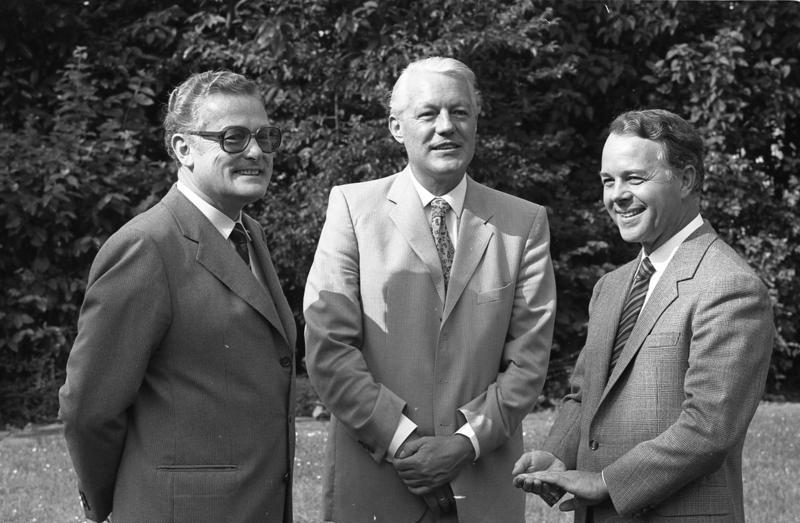
バイエルン州財相当時のシュトライブル（左端）（1981年）

1970年12月、アルフォンス・ゴッペル州首相より新設の国土開発・環境問題担当相に任命され、これは地方レベルではドイツで最初の環境問題大臣となった。1972年から1974年まで各州環境大臣会議議長を務める。1977年にはバイエルン州財務相に転じた。その在任中、バイエルンは西ドイツでもっとも累積債務が少なく、また最も投資額の多い州となった。1983年にはバイエルン州立銀行経営陣の一人として、経済スキャンダルに巻き込まれている。

### バイエルン州首相就任と辞任
1988年10月、バイエルン州首相フランツ・ヨーゼフ・シュトラウスの急死を受け、バイエルン州議会で193議席中124票の賛成を得て後継のバイエルン州首相に選出された。攻撃的でエネルギッシュだった前任者に比べて、シュトライブルは控えめな政治スタイルを身上としたが、1990年11月の州議会選挙では得票率を0.9％減らしただけで絶対多数維持に成功した。東西ドイツ再統一直後の1990年12月には全州首相会議を主宰した。1992年7月には第18回世界経済会議がミュンヘンで開催された際、デモ隊500人が警官隊により包囲され拘束されたが、手段が強硬すぎるという批判に対してシュトライブルは「いささか強硬なのがバイエルン風だ」と発言した。
1993年1月、バイエルン政界を揺るがした「アミーゴ疑獄」が発覚し、その威信が失墜した。紛糾の末同年5月にバイエルン州首相辞任に追い込まれた。シュトライブルは自身の職を守るために党友を脅迫したことが明らかになっており、CSU党幹事会でスーツケースを頭上に掲げて「この中にはびっくりするような書類が入っている。君たち全員についてのだ！」と言ったという。しかしシュトライブルの辞任は避けられず、その「書類」が公開されることは無かった。

### 退任後
退任後は様々な企業の監査役や経営委員を務めた。1994年、『シュテルン』誌はシュトライブルが前任者のシュトラウス同様にフリードリヒ・バウアー財団より年30万ドイツマルクの収入を得ていることを報じた。シュトライブルの後任となったエドムント・シュトイバーは、この副収入を引き継ぐことを避けた。1996年に州議会の調査委委員会は、1983年の経済スキャンダルについてシュトライブルを無罪と認めたが、バイエルン州立銀行はこのスキャンダルの際に負った多額の負債のために格付けが暴落した。
また1994年には党のオーバーバイエルン地区代表として極右政党・共和党の党首フランツ・シェーンフーバーを自宅に招いて会談していたことが明らかになった。
ミュンヘンで死去し、故郷オーバーアマーガウの墓地に葬られた。

## 人物
宗派はカトリックで、学生時代はカトリック学生団に加入していた。
1961年に結婚し、二男一女をもうけた。息子フロリアンは2008年のバイエルン州議会選挙に諸派候補として出馬し、比例代表での当選を果たした。
1988年にイタリア共和国功労勲章大十字章を受章。1989年には故郷オーバーアマーガウ名誉市民となった。その他聖ヨハネ騎士団功労勲章を受章。

## 著書
- Verantwortung für alle. Die Freiheit fordert jeden. Stuttgart 1980, ISBN 3-512-00601-9
- Modell Bayern. Ein Weg in die Zukunft. München 1985, ISBN 3-87249-094-X